# Heinrich Stegmüller

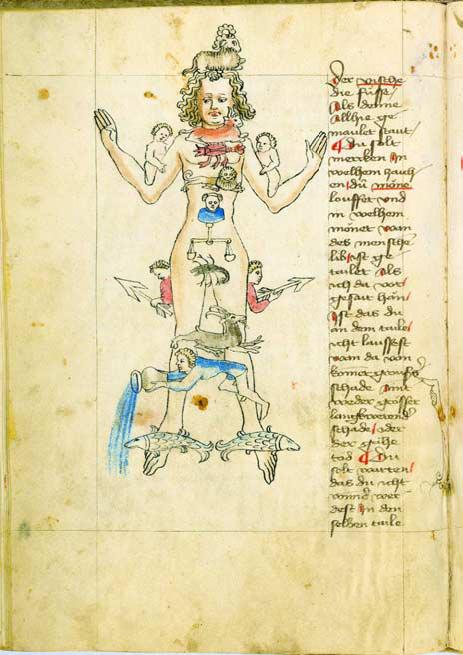
Abbildungen aus der Handschrift

Heinrich Stegmüller von Wiesensteig war der Schreiber einer illustrierten astrologisch-medizinischen Handschrift. Der Kalender wurde mit „Buchau am Federsee 18. Januar 1443“ datiert und befand sich in der Fürstlich Fürstenbergischen Hofbibliothek Donaueschingen als Cod. 494.
Die kostbar illuminierte Handschrift, die wohl im Bodenseeraum illustriert wurde, wurde bereits vor dem Verkauf der Donaueschinger Handschriftensammlung 1993 an das Land Baden-Württemberg entfremdet und erschien als Nr. 12 in dem Verkaufskatalog A Selection of Manuscripts and Miniatures. Dr. Jörn Günther Antiquariat, Hamburg/London 2003. 2004 erwarb sie der US-Sammler Lawrence J. Schoenberg, 2010 wurde sie von der University of Pennsylvania digitalisiert. In der Lawrence J. Schoenberg Collection trägt sie die Signatur JLS463.